# Thésaurisation
 (décembre 2016).
Améliorez-le ou discutez des points à vérifier. 
La thésaurisation est un terme technique économique décrivant la volonté de garder son argent en dehors du circuit économique. Elle se caractérise par une défiance envers les moyens de paiement scripturaux (écritures en compte bancaire), une accumulation de monnaie pour en tirer un profit ou par absence de meilleur emploi, et non par principe d'économie ou d'investissement productif.
Plus simplement, c'est le fait d'accumuler de l'argent mais sans la possibilité de le faire fructifier et sans qu'il ne participe à l'activité économique.

## Définition
La thésaurisation est une préférence pour la liquidité de la part d'agents économiques à des fins de spéculation ou, plus souvent, par manque d'un meilleur emploi.
Dans les systèmes de mono ou bimétallisme (comme la monnaie d'Ancien Régime), la thésaurisation consistait à retirer de la circulation des espèces métalliques dans l'espoir d'obtenir une plus-value en cas de mutation monétaire (opération par laquelle le Trésor royal augmentait le cours en livres tournois d'un poids d'or donné). Cette plus-value consistait à accaparer une quote-part de la rente de seigneuriage.
Dans les systèmes de monnaie-papier ou scripturale contemporains, la thésaurisation consiste à accroître ses avoirs liquides en épargnant plus, dans l'espoir d'acheter ultérieurement des actifs plus rémunérateurs (exemple : des titres obligataires offrant une meilleure rémunération après une hausse des taux d'intérêt).
La thésaurisation qui était une demande de monnaie à des fins de spéculation est devenue le plus souvent un emploi de monnaie ne trouvant pas d'autre utilisation.
Dans le sens commun, la thésaurisation peut désigner une accumulation d'actifs accompagnée de leur retrait des circuits productifs de l'économie (or, timbres, etc).
Pendant la Première Guerre mondiale et les années 1920, la thésaurisation des pièces de monnaie en or, argent et bronze conduisit les Chambres de Commerce, des municipalités et des commerçants à émettre une monnaie de nécessité.

## Effets de la thésaurisation sur l'économie: théorie keynésienne de la thésaurisation
En 1936, John Maynard Keynes théorise l'impact de la thésaurisation sur le revenu au moyen de son concept de trappe à liquidité. En dessous d'un certain taux d'intérêt, la demande de monnaie à des fins de spéculation devient infinie et crée ainsi une rigidité à la baisse des taux d'intérêt. Cette demande de monnaie à des fins de spéculation s'ajoute à la demande de monnaie à des fins de transaction et de précaution, qui détermine le niveau d'épargne des agents. Par le biais du mécanisme du multiplicateur, ce surplus d'épargne va diminuer la consommation puis l'investissement, du fait d'anticipations négatives (sur la consommation) des entrepreneurs, et, in fine, le revenu national.